# Stazione di Kagawa (Yamaguchi)
La stazione di Kagawa (嘉川?, Kagawa-eki) è una stazione ferroviaria situata nella città di Yamaguchi, nella prefettura omonima in Giappone. Si trova lungo la linea principale Sanyō della JR West.

## Linee e servizi
JR West
■ Linea principale Sanyō

## Caratteristiche
La stazione è dotata di due marciapiedi a isola con due binari in superficie numerati 1 e 3, a causa della rimozione in passato del binario 2. 
| 1 | ■ Linea principale Sanyō | per Shin-Yamaguchi e Hōfu |
| 3 | ■ Linea principale Sanyō | per Ube e Shimonoseki     |

## Stazioni adiacenti
| «                      | Servizio               | »                      |
| Linea principale Sanyō | Linea principale Sanyō | Linea principale Sanyō |
| ---------------------- | ---------------------- | ---------------------- |
| Shin-Yamaguchi         | -                      | Hon-Yura               |